# Paweł Maria Sapieha

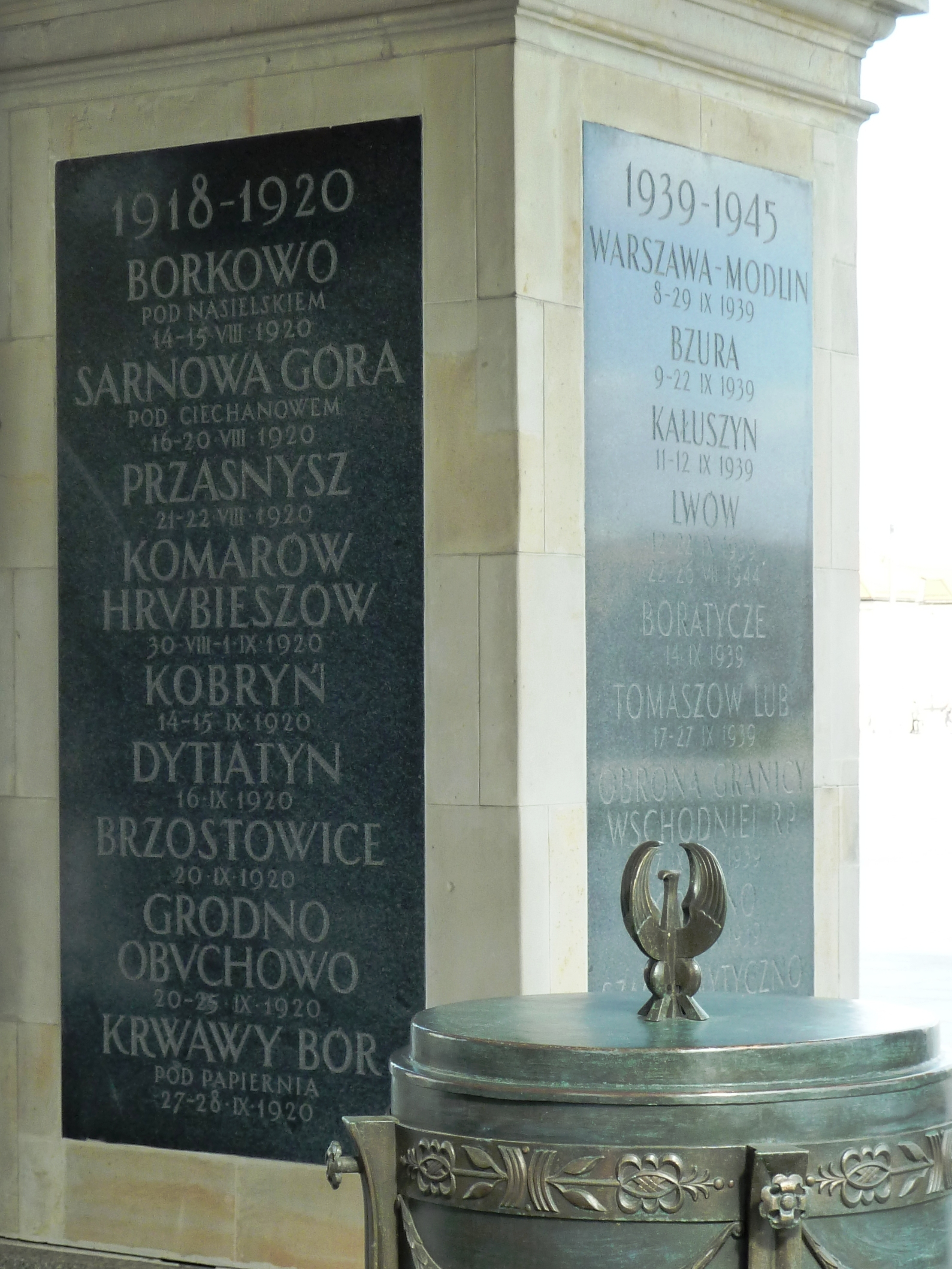
Bitwa pod Komarowem na tablicy na Grobie Nieznanego Żołnierza w Warszawie

Paweł Maria Sapieha (ur. 17 maja 1900 w Siedliskach, zm. 1987 w Monachium) – oficer Wojska Polskiego II RP, podpułkownik Armii Stanów Zjednoczonych, pracownik kontrwywiadu.

## Życiorys
Był synem Pawła (1860-1934), wnukiem Adama z Krasiczyna, którego twarz ma książę Witold na obrazie Jana Matejki Bitwa pod Grunwaldem. Brał udział w wojnie polsko-bolszewickiej, podczas której został poważnie ranny w bitwie pod Komarowem koło Zamościa. Po wojnie pozostał w wojsku. 
Został awansowany na stopień podporucznika rezerwy kawalerii ze starszeństwem z dniem 1 stycznia 1920. W 1923, 1924 był oficerem rezerwowym 8 pułku ułanów w Krakowie. W 1934 jako rezerwy był przydzielony do Oficerskiej Kadry Okręgowej nr V jako oficer przewidziany do użycia w czasie wojny i pozostawał wówczas w ewidencji Powiatowej Komendy Uzupełnień Tarnowskie Góry.
Był mężem Virgilii Peterson córki amerykańskiego neurologa i psychiatry z Nowego Jorku, szefa Amerykańskiego Towarzystwa Neurologicznego, ojcem Marii Krystyny i Mikołaja Fryderyka - znanego fotografika. Rodzice Pawła juniora nie byli zadowoleni z wyboru syna. Na ślub, latem 1933 r., przyjechała do Londynu tylko matka Pawła – Matylda Sapieżyna. Ojciec pozostał w domu wymawiając się złym stanem zdrowia.
W latach 20. studiował we Francji. W latach 1931–1936 był dyrektorem Koncernu kopalń i fabryk chemicznych należących do jego niemieckiego kuzyna Edgara Henckel von Donnersmarck w Tarnowskich Górach na Górnym Śląsku. W latach 1933–1936 mieszkał z żoną oraz córką w pałacu na Karłuszowcu należącym do rodziny von Donnersmarck (dziś część miasta Tarnowskie Góry). W 1934 zmarł Paweł senior i syn przejął administrowanie majątkiem w Siedliskach obejmującym 5.000 hektarów, dzieląc nowe obowiązki z pracą w koncernie. W 1936 przeniósł się wraz z rodziną na stałe do Siedlisk, po tym, jak spółkę niemieckiego kuzyna przyjęli naziści. W latach 30. adwokatem Pawła Sapiehy był pracujący w Rawie Ruskiej dr Juliusz Bardach, syn Teofila i ojciec Witolda.
We wrześniu 1939 Pawła zmobilizowano, a Virgilia została w majątku. W czasie bombardowań niemieckich razem z dziećmi i służbą uciekała do lasu. Dała w majątku schronienie 180 osobom – żonom i dzieciom oficerów, które w drugim tygodniu wojny dotarły do Siedlisk pieszo z Wielkopolski. Po napaści Rosjan na Polskę, 17 września 1939 r., Paweł zabrał rodzinę do Lwowa, a później przez Rumunię i Francję dostali się do USA. Tamże zaciągnął się do Armii Stanów Zjednoczonych. Po zakończeniu II wojny światowej podobnie jak reszta rodu Sapiehów musiał pozostać na Zachodzie, kontynuując karierę wojskową do roku 1950 (brał udział w wojnie w Korei). Uczestniczył w sprowadzeniu do Polski zabytkowego Ołtarza Wita Stwosza. W latach 60 był rezydentem kontrwywiadu USA w Atenach w randze podpułkownika . Małżeństwo z Virgilią nie przetrwało, rozwiedli się w 1950 r.
Paweł Sapieha junior nie utracił nigdy kontaktów z krajem, pomagając w wielu opracowaniach historii własnego rodu, m.in. w opracowaniu biografii własnego prapradziada, Aleksandra Sapiehy.
3 maja 1977 został odznaczony przez Prezydenta RP na Uchodźstwie Krzyżem Kawalerskim Orderu Odrodzenia Polski.